# 입소 팍토
입소 팍토(라틴어: ipso facto)는 라틴어 법률용어로서, "당연히", "사실 그 자체에 의해", "필연적인 결과로"라는 뜻이다. 영어와 프랑스어에서 사용한다. 국제사법재판소는 영어와 프랑스어를 사용하므로, 여기서도 당연히 사용한다.

## 같이 보기
- 데 팍토